# Actigrafia
Actigrafia é um método não-invasivo para monitorar ciclos de atividade/descanso humano. Uma pequena unidade actigrafa, também chamado de sensor de actimetria, é vestido por uma semana ou mais para medir atividade motora grossa. A unidade é normalmente em um invólucro semelhante a um relógio de pulso vestido no pulso. Os movimentos que a unidade actigrafa monitora são continuamente gravados e algumas unidades também medem exposição de luz. Os dados podem ser mais tarde lidos por um computador e analisados offline; em alguns tipos de sensores os dados são transmitidos e analisados em tempo real.

## References
1. ↑  Ibáñez, Vanessa; Silva, Josep; Cauli, Omar (25 de maio de 2018). «A survey on sleep assessment methods». PeerJ (em inglês). 6: e4849. ISSN 2167-8359. PMC 5971842. PMID 29844990. doi:10.7717/peerj.4849
2. ↑  Pigot, Hélène; Bernard Lefebvre; Jean-Guy Meunier; Brigitte Kerhervé; André Mayers; Sylvain Giroux (2003). «The role of intelligent habitats in upholding elders in residence» (PDF). Canada: Département de mathématiques et d'informatique, Université de Sherbrooke. Consultado em 22 de janeiro de 2008